# 三菱自動車岡崎硬式野球部
三菱自動車岡崎硬式野球部（みつびしじどうしゃおかざきこうしきやきゅうぶ）は、愛知県岡崎市に本拠地を置き、日本野球連盟に加盟する社会人野球の企業チームである。
母体は、三菱自動車工業。練習グラウンドは、岡崎市民球場（岡崎レッドダイヤモンドスタジアム）および蒲郡球場。
かつての合宿所・練習グラウンドは愛知県大府市に所在し、グラウンドは三菱重工名古屋と同じ三菱大府グランドを使用していた。しかし、三菱重工名古屋の統合や活動拠点の移転に伴いグラウンドが活用されなくなったため、2021年に大府市に売却している。

## 概要
1993年、愛知県岡崎市にある三菱自動車工業の岡崎工場で『三菱自動車岡崎硬式野球部』として三菱重工名古屋から分離独立する形で創部。同年秋に三菱自動車の川崎、京都、水島の各野球部や休部した熊谷組、スリーボンドから選手が移籍し、翌春の18名の新人を合わせ、1994年から都市対抗野球の予選に参戦した。
1995年、日本選手権に初出場を果たす。
1998年に都市対抗野球に初出場を果たし、2001年の都市対抗野球では準優勝となった。
2004年、本社の不祥事に伴いシーズン途中で活動を休止した。岡崎工場の行く末も不透明な中、当時の堀井哲也監督及び13人の選手が移籍するなどチームの存続が危ぶまれたが、2005年シーズンから活動を再開し、同年は戦力面でのハンデを乗り越えて都市対抗野球に出場を決めた。
2016年、本社の燃費データ改ざんに伴い、同年の都市対抗野球の予選大会出場を辞退した。

## 設立・沿革
- 1993年 - 三菱重工名古屋から分離し、『三菱自動車岡崎硬式野球部』として創部。
- 1995年 - 日本選手権に初出場（4強）。
- 1998年 - 都市対抗野球に初出場（初戦敗退）。
- 2001年 - 都市対抗野球で準優勝。
- 2004年 - 本社の不祥事に伴いシーズン途中から活動休止。
- 2005年 - 活動再開。
- 2016年 - 本社不祥事に伴い都市対抗野球の予選大会出場を辞退。
- 2019年 - 日本選手権で23年ぶりに4強。

## 練習グラウンド
- 岡崎市民球場（愛知県岡崎市丸山町円黒1）
- 蒲郡球場（愛知県蒲郡市形原町桶沢）

## 主要大会の出場歴・最高成績
- 都市対抗野球大会：出場14回、準優勝1回（2001年）
- 社会人野球日本選手権大会：出場10回、4強2回（1995年）(2019年)
- JABA東北大会：優勝1回（1996年）
- JABA伊勢・松阪大会：優勝1回（2002年）

## 主な出身プロ野球選手
- 谷佳知（外野手） - 1996年ドラフト2位でオリックス・ブルーウェーブに入団
- 山口和男（投手） - 1999年ドラフト1位でオリックス・ブルーウェーブに入団
- 岩下修一（投手） - 1999年ドラフト4位でオリックス・ブルーウェーブに入団
- 福川将和（捕手） - 2001年ドラフト5位でヤクルトスワローズに入団
- 竹原直隆（外野手） - 2004年ドラフト4位で千葉ロッテマリーンズに入団
- 斉藤俊雄（捕手） - 2004年ドラフト10位で横浜ベイスターズに入団
- 菊地正法（投手） - 本社の不祥事による活動休止に伴い東邦ガスに移籍し、2006年大学生・社会人ドラフト4位で中日ドラゴンズに入団
- 榊原諒（投手） - 本社の不祥事による活動休止に伴い関西国際大学へ進学し、2008年ドラフト2位で北海道日本ハムファイターズに入団
- 森田丈武（内野手） - 退団後、米・独立リーグのエルマイラ・パイオニアーズ、四国アイランドリーグの香川オリーブガイナーズを経て、2008年育成選手ドラフト1位で東北楽天ゴールデンイーグルスに入団
- 高堀和也（投手） - 2009年ドラフト4位で東北楽天ゴールデンイーグルスに入団
- 山本大貴（投手） - 2017年ドラフト3位で千葉ロッテマリーンズに入団
- 山野辺翔（内野手） - 2018年ドラフト3位で埼玉西武ライオンズに入団
- 中野拓夢（内野手） - 2020年ドラフト6位で阪神タイガースに入団
- 富田蓮（投手） - 2022年ドラフト6位で阪神タイガースに入団

## 元プロ野球選手の競技者登録
- 藤井宏海（元：千葉ロッテマリーンズ） - 投手（2008年）→退団
- 橋本武広（元：千葉ロッテマリーンズ、阪神タイガース、西武ライオンズ、福岡ダイエーホークス） - コーチ（2020年～2023年）

## かつて在籍していた主な選手・コーチ・監督
- 堀井哲也 - 1993年～1996年までコーチ、1997年～2004年まで監督を務めた。
- 座喜味大河（内野手） - 2010年～2014年まで監督を務めた。
- 深谷篤（内野手） - 選手として在籍していた。現在は、プロ野球審判員（セントラル・リーグ）。
- 仲井洋平（投手） - 2013年～2021年まで選手として在籍していた。2017年東海地区最優秀投手賞。

## 主な在籍選手
- 神原友（投手）U18日本代表。